# Dingasso
Ne doit pas être confondu avec Dingasso 1 ou Dingasso 2.
Dingasso est une commune rurale du département de Bobo-Dioulasso de la province du Houet dans la région des Hauts-Bassins au Burkina Faso.

## Géographie
Dingasso est située dans le 5e arrondissement du département de Bobo-Dioulasso, à 15 km du centre de Bobo-Dioulasso.

## Histoire
Dingasso signifie « village du trou » en langue dioula soit un village troglodyte.

## Éducation et santé
Le centre de soins le plus proche de Dingasso est le centre de santé et de promotion sociale (CSPS) de Matourkou, ainsi que les hôpitaux de Bobo-Dioulasso.

## Culture
Le village est un lieu de pèlerinage marial catholique, effectué annuellement fin janvier,.